# Winchester (Virgínia)
Winchester é uma cidade independente localizada na parte norte da Commonwealth da Virgínia, nos Estados Unidos. É a sede do condado de Frederick, embora as duas sejam jurisdições separadas. O Bureau of Economic Analysis combina a cidade de Winchester com o condado de Frederick para fins estatísticos. De acordo com o censo de 2010, a população da cidade era de 26.203. Em 2019, sua população era estimada em 28.078. A cidade foi fundada em 1744.